# レウカンデンドロン
レウカンデンドロン、リューカンデンドロン（学：Leucadendron）は、ヤマモガシ科に含まれる植物の属の一つ。または、レウカンデンドロン属に含まれる植物の総称。乾燥した地域に自生する。

## 特徴
南アフリカ原産の常緑低木で、花はあまり目立たないが、苞の部分が種によって黄色や赤色に発色するので観賞の対象となる。花期は6月から8月である。耐暑性、耐乾性にはきわめて優れるが、耐寒性、耐湿性は強くなく、加湿や寒さで枯れやすい。ただし、関東地方以西の低地では地植えが可能。葉は柳に似た葉をしており、白い軟毛で覆われている。これが和名の由来になっている。（後述）日本へいつごろ渡来したかは不明。花言葉には「物言わぬ恋」「沈黙の恋」「閉じた心を開く」「絢爛たる情熱」などがある。

## 栽培方法
水はけの良い土壌と、日射量が多い場所を好むので、植え付けの際は家の南側に植え付けるとよい。土壌には、バーク堆肥や赤玉土等の粗孔隙の多い土を使用して水はけを確保する。鉢植えの場合は夏ごろの水切れに注意する。寒冷地の場合は防寒対策が必要であるが、夏は最大43℃まで本種は暑さに耐えられるので、地植えの株は特に対策は必要ない。

## 利用

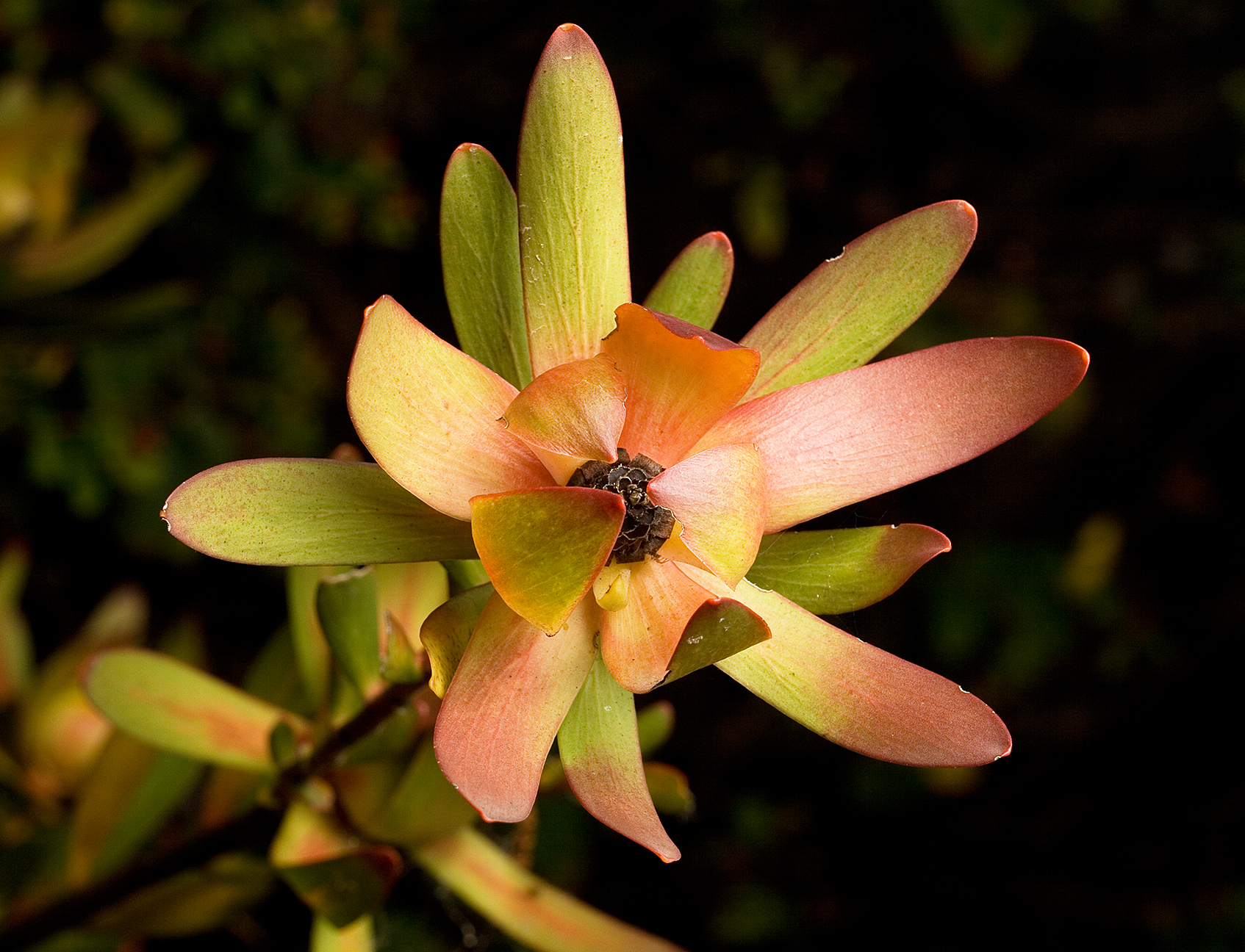
中心の部分が花であり、花弁に見えるのは苞。

庭のシンボルツリーの他、苞が褪色しにくい性質を持つため、他のレウコスペルマムやセルリア、バンクシア、プロテアなどのヤマモガシ科の植物と同じく、ドライフラワー、スワッグや切り花に利用される。ワイルドフラワーとしても親しまれる。また、一部種は薬用になる。

## 名称について
属名のLeucadendronの由来はギリシャ語でleukos (白) ＋ dendron (木)の合成語である。本属の葉が光の反射によって白っぽく見える事にちなんでいる。和名和名のギンヨウジュも由来は同じである。

## 下位分類
本節では栽培されることの多い種を掲載する。参考元はこちら。
レウカンデンドロン・アルゲンテウム
（Leucadendron argenteum）
レウカンデンドロン・サリグヌム
（Leucadendron salignum）
レウカンデンドロン・ラウレオルム
（Leucadendron laureolum）

## 余談
本属と全く同じ種小名を持つ木がある。名前はメラレウカ・レウカンデンドロン（Melaleuca leucadendron）【ハクセンソウ、カプユテとも呼ばれる】という。だが、フトモモ科メラレウカ属の為、本属とは遠縁である。ただし、種小名の意味は「白い木」となっており、その点は本属と共通している。